# Boldogasszonyfa, Baranya
Boldogasszonyfa este un sat în districtul Szigetvár, județul Baranya, Ungaria, având o populație de 437 de locuitori (2011). 

## Demografie
Componența etnică a satului Boldogasszonyfa
     Maghiari (80,12%)
     Germani (9,32%)
     Romi (5,59%)
     Români (1,45%)
     Necunoscut (2,9%)
     Croați (0,62%)
     Alții (2,9%)
Componența confesională a satului Boldogasszonyfa
     Fără religie (21,97%)
     Reformați (3,2%)
     Necunoscută (74,14%)
     Luterani (0,69%)
     Alte religii (0,69%)
Conform recensământului din 2011, satul Boldogasszonyfa avea 437 de locuitori. Din punct de vedere etnic, majoritatea locuitorilor (80,12%) erau maghiari, existând și minorități de germani (9,32%), romi (5,59%) și români (1,45%). Apartenența etnică nu este cunoscută în cazul a 2,9% din locuitori. Nu există o religie majoritară, locuitorii fiind persoane fără religie (21,97%) și reformați (3,2%). Pentru 74,14% din locuitori nu este cunoscută apartenența confesională.